# NACK5時ラジ
『NACK5時ラジ』（ナックごじラジ）とは、NACK5で放送されているラジオ番組である。

## 概要
2013年4月1日に放送スタート。同年3月まで月曜日の同時間に放送されていた「WEEKLY NACK5」と同様、その日に放送されるNACK5の番組や、イベントなどのインフォメーション、リスナーからのメッセージと音楽で構成されている。
月・火・金の各曜日の放送では、その日の番組情報をワイド番組を中心に紹介される。
金曜日の放送では週末 (土曜日・日曜日) の番組も一緒に紹介されていた。

## 放送時間
- 毎週月曜日 - 金曜日 5:00 - 6:00（月曜日は放送休止メンテナンス明け直後の放送なので、事実上、1週間の番組編成上で最初の番組である [2]。）

## パーソナリティ
- 高森浩二（月・水・金曜日）
- くまきもえ（火・木曜日）

くまきは2024年10月1日放送回から新パーソナリティとして出演。

## 過去のパーソナリティ
- 片桐八千代（火・木曜日）。 2024年9月30日をもって、番組及びNACK5のパーソナリティを卒業。 [3]

## コーナー
- みんなの天気(5時10分頃)

この時間までに番組メッセージフォームに届いた、リスナーが現在いる地域の明け方の天気をメッセージを添えて紹介するコーナー。
- メッセージ紹介

高森、くまきがそれぞれ出演の前日、番組公式ブログにメッセージテーマを添えて更新する。

## アーティストコーナー
各曜日5:30 - 5:40頃に放送される内包番組で、各アーティストの冠番組。
- 「きいやま商店の朝だよ！ハイサイ！」（月）
2017年4月3日放送開始。パーソナリティはきいやま商店。
- 「松川未樹 Stand Up!!」 (火)
2023年4月4日開始。パーソナリティは松川未樹。
- 「海蔵亮太 Communication！」（金）
2019年1月4日開始。パーソナリティは海蔵亮太。

リスナーからのメッセージと本人たちの楽曲・活動に関する告知で構成され、最後に高森（月・金曜日）や、くまき（火曜日）がコメントを挟んで終了する。